# Stenostaura harperi
Stenostaura harperi is een vlinder uit de familie tandvlinders (Notodontidae). De wetenschappelijke naam van deze soort is voor het eerst geldig gepubliceerd in 2009 door Agassiz.
De soort komt voor in tropisch Afrika.